# USS Washington (SSN-787)
USS Washington (SSN-787) – amerykański okręt podwodny z napędem jądrowym typu Virginia, drugiej generacji Batch 2 Block III. Stępkę okrętu położono 22 listopada 2014 roku, 13 kwietnia 2016 roku został zwodowany w stoczni Newport News, a 7 października 2017 roku przyjęty do służby w United States Navy.